# Quỹ đầu tư
Quỹ đầu tư là một cách đầu tư tiền cùng với các nhà đầu tư khác để hưởng lợi từ những lợi thế vốn có khi làm việc như một phần của một nhóm. Những ưu điểm này bao gồm khả năng:
- thuê các nhà quản lý đầu tư chuyên nghiệp, có khả năng mang lại lợi nhuận tốt hơn và quản lý rủi ro đầy đủ hơn;
- lợi ích từ quy mô kinh tế, nghĩa là chi phí giao dịch thấp hơn;
- tăng sự đa dạng hóa tài sản để giảm một số rủi ro phi hệ thống.

Vẫn chưa rõ liệu các nhà quản lý đầu tư tích cực chuyên nghiệp có thể tăng cường đáng kể lợi nhuận được điều chỉnh rủi ro bằng một số tiền vượt quá phí và chi phí quản lý đầu tư hay không. Thuật ngữ thay đổi theo quốc gia nhưng quỹ đầu tư thường được gọi là nhóm đầu tư, phương tiện đầu tư tập thể, phương án đầu tư tập thể, quỹ được quản lý hoặc đơn giản là quỹ. Điều khoản quy định được thực hiện cho đầu tư tập thể vào chứng khoán có thể chuyển nhượng hoặc cam kết đầu tư tập thể ngắn (x. Luật). Một quỹ đầu tư có thể được nắm giữ bởi công chúng, chẳng hạn như quỹ tương hỗ, quỹ giao dịch trao đổi, công ty mua lại đặc biệt hoặc quỹ đóng, hoặc chỉ có thể được bán ở một vị trí riêng tư, chẳng hạn như một hàng rào quỹ hoặc quỹ đầu tư tư nhân. Thuật ngữ này cũng bao gồm các phương tiện chuyên dụng như quỹ tín thác tập thể và chung, là các quỹ do ngân hàng quản lý duy nhất có cấu trúc chủ yếu để giao dịch tài sản từ các chương trình hưu trí đủ điều kiện hoặc ủy thác.
Các quỹ đầu tư được xúc tiến với một loạt các mục tiêu đầu tư nhắm vào các khu vực địa lý cụ thể (ví dụ: thị trường mới nổi hoặc châu Âu) hoặc các ngành công nghiệp cụ thể (ví dụ: công nghệ). Tùy thuộc vào quốc gia, thông thường có sự thiên vị đối với thị trường nội địa do sự quen thuộc và thiếu rủi ro tiền tệ. Các quỹ thường được lựa chọn trên cơ sở các mục tiêu đầu tư được chỉ định này, hiệu quả đầu tư trong quá khứ của họ và các yếu tố khác như phí.

## Lịch sử
Các quỹ đầu tư được quản lý chuyên nghiệp đầu tiên (được ghi nhận) hoặc các chương trình đầu tư tập thể, chẳng hạn như các quỹ tương hỗ, được thành lập tại Cộng hòa Hà Lan. Doanh nhân có trụ sở tại Amsterdam, ông Abraham van Ketwich (còn được gọi là Adriaan van Ketwich) thường được ghi nhận là người khởi xướng quỹ tương hỗ đầu tiên trên thế giới.

## Pháp luật
Thuật ngữ "kế hoạch đầu tư tập thể" là một khái niệm pháp lý ban đầu xuất phát từ một bộ Chỉ thị của Liên minh Châu Âu để điều chỉnh đầu tư và quản lý quỹ tương hỗ. Cam kết đầu tư tập thể vào các Chỉ thị chứng khoán có thể chuyển nhượng 85/611 / EEC, được sửa đổi bởi 2001/107 / EC và 2001/108 / EC (gọi tắt là UCITS) đã tạo ra một cấu trúc rộng khắp EU quy định có thể được bán trên thị trường ở bất kỳ quốc gia thành viên nào. Mục đích cơ bản của quy định kế hoạch đầu tư tập thể là các "sản phẩm" tài chính được bán cho công chúng là đủ minh bạch, với sự tiết lộ đầy đủ về bản chất của các điều khoản.
Tại Vương quốc Anh, đạo luật chính là Đạo luật Thị trường và Dịch vụ Tài chính năm 2000, trong đó Phần XVII, các phần từ 235 đến 284 giải quyết các yêu cầu cho một kế hoạch đầu tư tập thể để vận hành. Nó nêu trong phần 235 rằng một kế hoạch đầu tư tập thể của người Viking, có nghĩa là "mọi thỏa thuận liên quan đến tài sản của bất kỳ mô tả nào, bao gồm tiền, mục đích hoặc tác dụng của nó là cho phép mọi người tham gia vào các thỏa thuận (cho dù bằng cách trở thành chủ sở hữu của tài sản hoặc bất kỳ phần nào của nó hoặc bằng cách khác) để tham gia hoặc nhận lợi nhuận hoặc thu nhập phát sinh từ việc mua lại, nắm giữ, quản lý hoặc xử lý tài sản hoặc khoản tiền được trả từ lợi nhuận hoặc thu nhập đó."

## Cấu trúc thông tin chung

### Hiến pháp và thuật ngữ
Xe đầu tư tập thể có thể được hình thành theo luật công ty, bằng ủy thác hợp pháp hoặc theo quy định. Bản chất của chiếc xe và những hạn chế của nó thường được liên kết với bản chất hiến pháp của nó và các quy tắc thuế liên quan cho loại cấu trúc trong phạm vi quyền hạn nhất định.
Điển hình là:
- Một nhà quản lý quỹ hoặc quản lý đầu tư, người quản lý các quyết định đầu tư.
- Một quản trị viên quỹ quản lý giao dịch, đối chiếu, định giá và đơn giá.
- Một ban giám đốc hoặc người được ủy thác người bảo vệ tài sản và đảm bảo tuân thủ luật, quy định và quy tắc.
- Các cổ đông hoặc unitholders người sở hữu (hoặc có quyền) các tài sản và thu nhập liên quan.
- Một công ty "tiếp thị" hoặc "phân phối" để quảng bá và bán cổ phần / đơn vị của quỹ.

Vui lòng xem bên dưới để biết thông tin chung về các hình thức xe cụ thể tại các khu vực pháp lý khác nhau.

### Giá trị tài sản ròng
Giá trị tài sản ròng hoặc NAV là giá trị tài sản của một chiếc xe trừ đi giá trị nợ phải trả của nó. Phương pháp tính toán này khác nhau giữa các loại xe và quyền tài phán và có thể phải tuân theo quy định phức tạp. 

### Quỹ mở
Một quỹ mở được chia một cách công bằng thành các cổ phiếu có giá thay đổi theo tỷ lệ trực tiếp với sự thay đổi giá trị của giá trị tài sản ròng của quỹ. Mỗi khi tiền được đầu tư, cổ phiếu hoặc đơn vị mới được tạo ra để phù hợp với giá cổ phiếu hiện hành; mỗi lần mua lại cổ phiếu, tài sản bán ra khớp với giá cổ phiếu hiện hành. Theo cách này, không có cung hoặc cầu được tạo ra cho cổ phiếu và chúng vẫn là sự phản ánh trực tiếp của các tài sản cơ bản.

### Quỹ đóng
Quỹ đóng phát hành một số lượng cổ phần (hoặc đơn vị) hạn chế trong đợt chào bán công khai ban đầu (hoặc IPO) hoặc thông qua phát hành riêng lẻ. Nếu cổ phiếu được phát hành thông qua IPO,  sau đó chúng được giao dịch trên một sàn giao dịch hoặc trực tiếp thông qua người quản lý quỹ để tạo ra một thị trường thứ cấp chịu các lực lượng thị trường. Nếu nhu cầu đối với cổ phiếu cao, họ có thể giao dịch với giá cao hơn giá trị tài sản ròng. Nếu nhu cầu thấp, họ có thể giao dịch với giá chiết khấu so với giá trị tài sản ròng. Việc cung cấp thêm cổ phần (hoặc đơn vị) có thể được thực hiện bởi chiếc xe nếu nhu cầu cao mặc dù điều này có thể ảnh hưởng đến giá cổ phiếu.
Đối với các quỹ được liệt kê, yếu tố gia tăng của các lực lượng thị trường có xu hướng khuếch đại hiệu suất của quỹ làm tăng rủi ro đầu tư thông qua sự biến động gia tăng.

### Thiết bị và đòn bẩy
Một số phương tiện đầu tư tập thể có khả năng vay tiền để đầu tư thêm; một quá trình được gọi là thiết bị hoặc đòn bẩy. Nếu thị trường đang tăng trưởng nhanh chóng, điều này có thể cho phép chiếc xe tận dụng lợi thế của sự tăng trưởng ở mức độ lớn hơn so với việc chỉ đóng góp được đăng ký. Tuy nhiên, tiền đề này chỉ hoạt động nếu chi phí vay thấp hơn mức tăng trưởng đạt được. Nếu chi phí đi vay nhiều hơn mức tăng trưởng đạt được thì sẽ lỗ ròng.
Điều này có thể làm tăng đáng kể rủi ro đầu tư của quỹ bằng cách tăng tính biến động và rủi ro vốn tăng.
Gearing là một yếu tố góp phần lớn trong sự sụp đổ của sự thất bại ủy thác đầu tư vốn ở Anh năm 2002.

### Sẵn có và truy cập
Xe đầu tư tập thể khác nhau có sẵn tùy thuộc vào cơ sở nhà đầu tư dự định của họ:
- Các phương tiện có sẵn công cộng Có sẵn cho hầu hết các nhà đầu tư trong phạm vi quyền hạn được cung cấp. Một số hạn chế về độ tuổi và quy mô đầu tư có thể được áp đặt. [cần dẫn nguồn]
- Các phương tiện có giới hạn có giới hạn.
- Các phương tiện có sẵn tư nhân Trực tuyến được giới hạn cho các thành viên gia đình hoặc bất cứ ai thành lập quỹ. Chúng không được giao dịch công khai và có thể được sắp xếp cho các mục đích lập kế hoạch thuế hoặc bất động sản.

### Thời hạn có hạn
Một số phương tiện được thiết kế để có thời hạn giới hạn với việc mua lại cổ phần hoặc đơn vị có hiệu lực vào một ngày nhất định.

### Đơn vị hoặc lớp chia sẻ
Nhiều phương tiện đầu tư tập thể chia quỹ thành nhiều loại cổ phần hoặc đơn vị. Các tài sản cơ bản của mỗi loại được tập hợp một cách hiệu quả cho mục đích quản lý đầu tư, nhưng các loại thường khác nhau về phí và chi phí được trả từ tài sản của quỹ.
Những khác biệt này được cho là phản ánh các chi phí khác nhau liên quan đến phục vụ các nhà đầu tư trong các lớp khác nhau; ví dụ:
- Một lớp có thể được bán thông qua một nhà môi giới chứng khoán hoặc cố vấn tài chính với một khoản hoa hồng ban đầu (tải trước) và có thể được gọi là cổ phiếu bán lẻ.
- Một lớp khác có thể được bán mà không có hoa hồng (tải) trực tiếp cho công chúng được gọi là cổ phiếu trực tiếp.
- Vẫn là một lớp thứ ba có thể có giới hạn đầu tư tối thiểu cao và chỉ được mở cho các tổ chức tài chính, và được gọi là cổ phần tổ chức.

Trong một số trường hợp, bằng cách tổng hợp các khoản đầu tư thường xuyên của nhiều cá nhân, kế hoạch nghỉ hưu (như kế hoạch 401 (k)) có thể đủ điều kiện để mua cổ phiếu "tổ chức" (và đạt được lợi ích từ tỷ lệ chi phí thấp hơn thông thường ) mặc dù không có thành viên nào trong kế hoạch sẽ đủ điều kiện cá nhân. Chúng cũng bao gồm Đơn vị tín thác.

## Thông tin chung

### Đa dạng và rủi ro
Một trong những lợi thế chính của đầu tư tập thể là giảm rủi ro đầu tư (rủi ro vốn) bằng cách đa dạng hóa. Đầu tư vào một vốn chủ sở hữu có thể làm tốt, nhưng nó có thể sụp đổ vì đầu tư hoặc các lý do khác (ví dụ: Marconi). Nếu tiền của bạn được đầu tư vào việc nắm giữ thất bại như vậy, bạn có thể mất vốn. Bằng cách đầu tư vào một loạt các cổ phiếu (hoặc chứng khoán khác), rủi ro vốn được giảm bớt.
- Vốn của bạn càng đa dạng, rủi ro vốn càng thấp.

Nguyên tắc đầu tư này thường được gọi là rủi ro lan rộng.
Đầu tư tập thể theo bản chất của họ có xu hướng đầu tư vào một loạt các chứng khoán riêng lẻ. Tuy nhiên, nếu tất cả các chứng khoán thuộc một loại tài sản hoặc lĩnh vực thị trường tương tự thì có một rủi ro hệ thống là tất cả các cổ phiếu có thể bị ảnh hưởng bởi những thay đổi bất lợi của thị trường. Để tránh điều này, các nhà quản lý đầu tư rủi ro có hệ thống có thể đa dạng hóa thành các loại tài sản không tương quan hoàn hảo khác nhau. Ví dụ, các nhà đầu tư có thể nắm giữ tài sản của họ ở các phần bằng nhau trong chứng khoán và chứng khoán thu nhập cố định.

### Giảm chi phí giao dịch
Nếu một nhà đầu tư phải mua một số lượng lớn các khoản đầu tư trực tiếp, số tiền mà người này có thể đầu tư vào mỗi lần nắm giữ có thể sẽ nhỏ. Chi phí giao dịch thường dựa trên số lượng và quy mô của mỗi giao dịch, do đó, chi phí giao dịch tổng thể sẽ chiếm phần lớn trong vốn (ảnh hưởng đến lợi nhuận trong tương lai).

## Nhược điểm

### Chi phí
Người quản lý quỹ quản lý các quyết định đầu tư thay mặt cho các nhà đầu tư tất nhiên sẽ mong đợi tiền thù lao. Điều này thường được lấy trực tiếp từ tài sản quỹ dưới dạng phần trăm cố định mỗi năm hoặc đôi khi là phí biến đổi (dựa trên hiệu suất). Nếu nhà đầu tư quản lý các khoản đầu tư của riêng họ, chi phí này sẽ tránh được.
Thông thường chi phí tư vấn được đưa ra bởi một nhà môi giới chứng khoán hoặc cố vấn tài chính được tích hợp vào chiếc xe. Thường được gọi là hoa hồng hoặc tải (ở Mỹ) khoản phí này có thể được áp dụng khi bắt đầu kế hoạch hoặc là một tỷ lệ phần trăm liên tục của giá trị quỹ mỗi năm. Mặc dù chi phí này sẽ làm giảm lợi nhuận của bạn, có thể lập luận rằng nó phản ánh một khoản thanh toán riêng cho một dịch vụ tư vấn thay vì một tính năng bất lợi của phương tiện đầu tư tập thể. Thật vậy, thường có thể mua các đơn vị hoặc cổ phiếu trực tiếp từ các nhà cung cấp mà không phải chịu chi phí này.

### Thiếu sự lựa chọn
Mặc dù nhà đầu tư có thể chọn loại quỹ để đầu tư, nhưng họ không có quyền kiểm soát đối với việc lựa chọn nắm giữ riêng lẻ tạo nên quỹ.

### Mất quyền của chủ sở hữu
Nếu nhà đầu tư nắm giữ cổ phiếu trực tiếp, anh ta có quyền tham dự cuộc họp chung hàng năm của công ty và bỏ phiếu về các vấn đề quan trọng. Các nhà đầu tư vào một phương tiện đầu tư tập thể thường không có quyền nào liên quan đến các khoản đầu tư cá nhân trong quỹ.

## Phong cách

### Mục tiêu đầu tư và điểm chuẩn
Mỗi quỹ có một mục tiêu đầu tư được xác định để mô tả tiền gửi của người quản lý đầu tư và để giúp các nhà đầu tư quyết định xem quỹ có phù hợp với họ hay không. Mục tiêu đầu tư thường sẽ rơi vào các loại đầu tư Thu nhập (giá trị) hoặc đầu tư tăng trưởng. Đầu tư dựa trên thu nhập hoặc giá trị có xu hướng lựa chọn các cổ phiếu có dòng thu nhập mạnh, thường là các doanh nghiệp được thành lập nhiều hơn. Đầu tư tăng trưởng chọn những cổ phiếu có xu hướng tái đầu tư thu nhập của họ để tạo ra tăng trưởng. Mỗi chiến lược có các nhà phê bình và người đề xuất; một số thích một cách tiếp cận pha trộn sử dụng các khía cạnh của mỗi.
Các quỹ thường được phân biệt bởi các loại dựa trên tài sản như vốn chủ sở hữu, trái phiếu, tài sản, v.v. Ngoài ra, có lẽ các quỹ phổ biến nhất được chia theo thị trường địa lý hoặc chủ đề của họ.
Ví dụ
- Các thị trường lớn nhất, Mỹ, Nhật Bản, Châu Âu, Anh và Viễn Đông thường được chia thành các quỹ nhỏ hơn, vd Mũ lớn của Mỹ, các công ty nhỏ hơn của Nhật Bản, Tăng trưởng châu Âu, mũ giữa của Anh, v.v.
- Các quỹ theo chủ đề Công nghệ, Y tế, Quỹ có trách nhiệm xã hội.

Trong hầu hết các trường hợp, bất kể mục đích đầu tư nào, người quản lý quỹ sẽ chọn một chỉ số hoặc kết hợp các chỉ số thích hợp để đo lường hiệu quả của nó; ví dụ FTSE 100. Điều này trở thành chuẩn mực để đo lường thành công hay thất bại.

### Quản lý chủ động hay thụ động
Mục đích của hầu hết các quỹ là kiếm tiền bằng cách đầu tư vào tài sản để có được lợi nhuận thực sự (tức là tốt hơn lạm phát). Các triết lý được sử dụng để quản lý đầu tư của quỹ khác nhau và tồn tại hai quan điểm trái ngược nhau.
Quản lý tích cực Các nhà quản lý tích cực tìm cách vượt qua thị trường nói chung, bằng cách nắm giữ có chọn lọc chứng khoán theo một chiến lược đầu tư. Do đó, họ sử dụng các chiến lược danh mục đầu tư năng động, mua và bán các khoản đầu tư với điều kiện thị trường thay đổi, dựa trên niềm tin của họ rằng các cổ phần riêng lẻ hoặc các bộ phận của thị trường sẽ hoạt động tốt hơn các khoản khác.
Quản lý thụ động Các nhà quản lý tích cực bám sát chiến lược danh mục đầu tư được xác định ngay từ đầu của quỹ và không thay đổi sau đó, nhằm mục đích giảm thiểu chi phí liên tục để duy trì danh mục đầu tư. Nhiều quỹ thụ động là các quỹ chỉ số, cố gắng tái tạo hiệu suất của chỉ số thị trường bằng cách nắm giữ chứng khoán tỷ lệ thuận với giá trị của chúng trên thị trường nói chung. Một ví dụ khác về quản lý thụ động là phương pháp " mua và giữ " được sử dụng bởi nhiều ủy thác đầu tư đơn vị truyền thống nơi danh mục đầu tư được cố định ngay từ đầu.
Ngoài ra, một số quỹ sử dụng chiến lược quản lý kết hợp lập chỉ mục nâng cao, trong đó người quản lý giảm thiểu chi phí bằng cách thực hiện theo chiến lược lập chỉ mục thụ động, nhưng có quyền chủ động đi chệch khỏi chỉ số với hy vọng kiếm được lợi nhuận cao hơn một cách khiêm tốn.
Một ví dụ về thành công quản lý tích cực
- Năm 1998, Richard Branson (người đứng đầu Virgin) đã đặt cược công khai Nicola Horlick (người đứng đầu SG Asset Management) rằng quỹ tăng trưởng SG UK của cô sẽ không đánh bại chỉ số FTSE 100, cũng như quỹ Virgin Index Tracker trong ba năm, cũng không đạt được mục tiêu đã nêu đánh bại chỉ số 2% mỗi năm. Ông đã thua và trả 6.000 bảng để làm từ thiện.

### Alpha, Beta, bình phương R và độ lệch chuẩn
Khi phân tích hiệu suất đầu tư, các biện pháp thống kê thường được sử dụng để so sánh 'quỹ'. Các biện pháp thống kê này thường được giảm xuống thành một con số duy nhất đại diện cho một khía cạnh của hiệu suất trong quá khứ:
- Alpha đại diện cho lợi nhuận của quỹ khi lợi tức của điểm chuẩn là 0. Điều này cho thấy hiệu suất của quỹ liên quan đến điểm chuẩn và có thể chứng minh giá trị gia tăng của người quản lý quỹ. 'Alpha' càng cao, người quản lý càng tốt. Chiến lược đầu tư Alpha có xu hướng ủng hộ các phương pháp lựa chọn cổ phiếu để đạt được sự tăng trưởng.
- Beta đại diện cho ước tính số tiền quỹ sẽ di chuyển nếu điểm chuẩn của nó di chuyển thêm 1 đơn vị. Điều này cho thấy sự nhạy cảm của quỹ đối với những thay đổi trên thị trường. Chiến lược đầu tư Beta có xu hướng ủng hộ các mô hình phân bổ tài sản để đạt được sự vượt trội.
- R-squared là thước đo của mối liên hệ giữa một quỹ và điểm chuẩn của nó. Giá trị nằm trong khoảng từ 0 đến 1. Tương quan hoàn hảo được biểu thị bằng 1 và 0 chỉ ra không có tương quan. Biện pháp này rất hữu ích trong việc xác định xem người quản lý quỹ có thêm giá trị trong các lựa chọn đầu tư của họ hay đóng vai trò là người theo dõi tủ quần áo phản ánh thị trường và tạo ra sự khác biệt nhỏ. Ví dụ: một quỹ chỉ số sẽ có R bình phương với chỉ số chuẩn rất gần với 1, cho thấy sự tương quan gần như hoàn hảo (phí của quỹ chỉ số và lỗi theo dõi ngăn không cho tương quan không bao giờ bằng 1).
- Độ lệch chuẩn là thước đo độ biến động của hiệu suất của quỹ trong một khoảng thời gian. Con số càng cao thì độ biến động của hiệu suất của quỹ càng lớn. Biến động lịch sử cao có thể cho thấy biến động trong tương lai cao, và do đó tăng rủi ro đầu tư vào một quỹ.

### Các loại rủi ro
Tùy thuộc vào bản chất của khoản đầu tư, loại rủi ro 'đầu tư' sẽ khác nhau.
Một mối quan tâm chung với bất kỳ khoản đầu tư nào là bạn có thể mất số tiền bạn đầu tư vào vốn của bạn. Rủi ro này do đó thường được gọi là rủi ro vốn.
Nếu tài sản bạn đầu tư được giữ bằng một loại tiền tệ khác, có nguy cơ chỉ riêng việc chuyển động tiền tệ có thể ảnh hưởng đến giá trị. Điều này được gọi là rủi ro tiền tệ.
Nhiều hình thức đầu tư có thể không dễ bán được trên thị trường mở (ví dụ: tài sản thương mại) hoặc thị trường có công suất nhỏ và đầu tư có thể mất thời gian để bán. Tài sản dễ bán được gọi là chất lỏng do đó loại rủi ro này được gọi là rủi ro thanh khoản.

## Cấu trúc tính phí và lệ phí
Đối với một quỹ mở, có thể có một khoản phí ban đầu được đánh vào việc mua các đơn vị hoặc cổ phần này bao gồm chi phí giao dịch và hoa hồng trả cho các trung gian hoặc nhân viên bán hàng. Thông thường phí này là một tỷ lệ phần trăm của đầu tư. Một số phương tiện miễn phí ban đầu và áp dụng phí xuất cảnh thay thế. Điều này có thể đang dần biến mất sau một số năm. Các quỹ đóng giao dịch trên một sàn giao dịch phải chịu hoa hồng môi giới, giống như giao dịch chứng khoán.
Chiếc xe sẽ tính phí quản lý hàng năm hoặc AMC để trang trải chi phí quản lý chiếc xe và trả thù lao cho người quản lý đầu tư. Đây có thể là tỷ lệ cố định dựa trên giá trị của tài sản hoặc phí liên quan đến hiệu suất dựa trên mục tiêu được xác định trước đang đạt được.
Các lớp đơn vị / chia sẻ khác nhau có thể có các kết hợp phí / phí khác nhau.

### Mô hình định giá
Xe mở có giá kép hoặc giá đơn.
Xe có giá kép có giá mua (ưu đãi) và giá bán hoặc (giá thầu). Giá mua cao hơn giá bán, sự khác biệt này được gọi là sự lây lan hoặc thầu phục vụ lây lan. Sự khác biệt thường là 5% và có thể được người quản lý phương tiện thay đổi để phản ánh những thay đổi trên thị trường; số lượng biến thể có thể bị giới hạn bởi các quy tắc xe hoặc quy tắc quy định. Sự khác biệt giữa giá mua và giá bán bao gồm phí ban đầu để vào quỹ.
Hoạt động nội bộ của một quỹ phức tạp hơn mô tả này cho thấy. Người quản lý đặt giá để tạo đơn vị / cổ phiếu và hủy bỏ. Có một sự khác biệt giữa giá hủy và giá thầu, và giá tạo và cung cấp. Các đơn vị bổ sung được tạo ra được đặt trong hộp người quản lý cho người mua trong tương lai. Khi bán mạnh xảy ra, các đơn vị được thanh lý từ hộp quản lý để bảo vệ các nhà đầu tư hiện tại khỏi chi phí giao dịch tăng. Điều chỉnh giá thầu / giá chào bán gần với giá hủy / tạo cho phép người quản lý bảo vệ lợi ích của các nhà đầu tư hiện tại trong việc thay đổi điều kiện thị trường. Hầu hết các đơn vị tín thác là giá kép.
Những chiếc Xe đơn giá thường có một giá cho đơn vị / cổ phiếu và giá này là như nhau nếu mua hoặc bán. Vì một chiếc xe giá không thể điều chỉnh chênh lệch giữa giá mua và giá bán để điều chỉnh theo điều kiện thị trường, một cơ chế khác, thuế pha loãng tồn tại. SICAV, OEIC và các quỹ tương hỗ của Hoa Kỳ có giá đơn.
Một khoản thuế pha loãng có thể được tính theo quyết định của người quản lý quỹ, để bù đắp chi phí giao dịch thị trường do các lệnh mua hoặc bán lớn không khớp. Ví dụ: nếu khối lượng mua vượt quá khối lượng bán trong một thời kỳ giao dịch cụ thể, người quản lý quỹ sẽ phải đi chợ để mua thêm tài sản trong quỹ, phát sinh phí môi giới trong quá trình và có ảnh hưởng xấu trên toàn bộ quỹ ("pha loãng" quỹ). Tương tự là trường hợp với các đơn đặt hàng bán lớn. Do đó, một khoản thuế pha loãng được áp dụng khi thích hợp và được trả bởi nhà đầu tư để các giao dịch đơn lẻ lớn không làm giảm toàn bộ giá trị của quỹ.

## Đâu tư tập thể được quốc tế công nhận
- Các quỹ giao dịch trao đổi hoặc ETFs Có một quỹ đóng được giao dịch bằng cổ phiếu niêm yết trên các sàn giao dịch chứng khoán lớn.
- Quỹ tín thác đầu tư bất động sản hoặc REITs quỹ đầu tư gần gũi đầu tư vào bất động sản.
- Quỹ đầu tư có chủ quyền

## Đâu tư tập thể đặc thù của Hoa Kỳ
(Bấm vào đây để mô tả US SEC về các loại công ty đầu tư).
- Các quỹ tương hỗ đã kết thúc với một cấu trúc doanh nghiệp hoặc ủy thác.
- Các quỹ đóng đóng đã kết thúc với cấu trúc doanh nghiệp.
- Tín thác đầu tư đơn vị đã kết thúc với cơ cấu ủy thác và thời gian giới hạn.
- Các quỹ giao dịch trao đổi (ETF) Điên được cấu trúc như các quỹ tương hỗ hoặc ủy thác đầu tư đơn vị, nhưng giao dịch công khai.

## Đâu tư tập thể đặc thù của Vương quốc Anh
- Các quỹ giao dịch trao đổi (ETF) đã kết thúc với một cấu trúc công ty.
- Ủy thác đầu tư tin tưởng Giới thiệu 1868. Kết thúc khép kín với cấu trúc doanh nghiệp.
- Các quỹ minh bạch về thuế trong năm 2013.
- Các công ty đầu tư mở (OEIC hoặc ICVC) đã được giới thiệu năm 1997. Kết thúc mở với một cấu trúc công ty.
- Đơn vị tin tưởng Giáo dục Giới thiệu 1931. Kết thúc mở với một cấu trúc tin cậy.
- Các quỹ bảo hiểm được chỉ định trong những năm 1970. Kết thúc mở với một cấu trúc chính sách cuộc sống.
- Chính sách lợi nhuận đã kết thúc với kết cấu chính sách cuộc sống.

## Đâu tư tập thể Canada
- Thu nhập ủy thác
- Quỹ tài trợ lao động
- Các quỹ tương hỗ

## Ireland đâu tư tập thể cụ thể
- Quỹ hợp đồng chung (" CCF ")
- Xe quản lý tài sản tập thể Ailen (thường được gọi là " ICAV ") [11]
- Quỹ đầu tư thay thế đủ điều kiện của nhà đầu tư (QIAIF)
- Quỹ đầu tư thay thế nhà đầu tư bán lẻ
- Quỹ đầu tư thay thế cho vay (L-QIAIF)

## Đâu tư tập thể châu Âu
- SICAV
- UCITS

### Pháp và Luxembourg
- Quỹ đầu tư 
  - FCP (Fonds Commun de vị trí) (quỹ đầu tư chưa hợp nhất hoặc quỹ chung)
  - SICAF (Société d'investissement à capital fixe) (Công ty đầu tư có vốn cố định)
  - SICAV (Société d'investissement à capital capital) (Công ty đầu tư có vốn thay đổi)

### Hà Lan và Bỉ
- - BEVAK (Công ty đầu tư có vốn cố định)
  - BEVEK (Công ty đầu tư có vốn thay đổi)
  - PRIVAK (Công ty đầu tư đóng cửa)
  - Instytut spilnogo Investuvannya, ISI (Quỹ đầu tư) 
    - Quỹ đầu tư tư nhân (Payovyi Investytsiyny fond)
    - Quỹ đầu tư công (quỹ đầu tư Korporatyvny)

Cả hai quỹ được điều hành bởi Công ty Đầu tư (KUA - kompania z upravlinnya actyvami). Các quỹ và công ty được điều chỉnh và giám sát bởi DKTsPFR (Hoa hồng và chứng khoán nhà nước trên thị trường chứng khoán)

### Hy Lạp
Chúng ta có thể nói rằng một quỹ tương hỗ là một nhóm tiền thuộc về nhiều nhà đầu tư. Mặt khác, M / F là thủ quỹ chung của nhiều nhà đầu tư tin tưởng một bên thứ ba để vận hành và quản lý tài sản của họ. Hơn nữa, họ đặt hàng bên thứ ba mà ở Hy Lạp được gọi là AEDAK (Công ty quản lý quỹ tương hỗ SA) để phân phối tiền của họ trong nhiều sản phẩm đầu tư khác nhau như cổ phiếu, trái phiếu, tiền gửi, repo, v.v. Những công ty ở Hy Lạp có thể cung cấp dịch vụ theo điều 4 của Luật 3283/2004. Những người sở hữu các đơn vị (cổ phần) của một quỹ tương hỗ được gọi là unitholders. Ở Hy Lạp, những người đồng thanh toán, là những người tham gia vào cùng một đơn vị M / F có quyền chính xác như người không có thẩm quyền (theo Luật về tiền gửi trong tài khoản chung 5638/1932). Người đăng ký phải ký và chấp nhận tài liệu mô tả mục đích của Quỹ tương hỗ, cách thức hoạt động và bất cứ điều gì liên quan đến Quỹ. Tài liệu này là quy định của M / F. Tài sản của mỗi M / F theo luật phải nằm dưới sự kiểm soát của một ngân hàng hoạt động hợp pháp tại Hy Lạp (Hy Lạp hoặc nước ngoài). Ngân hàng là người giám sát của M / F và ngoại trừ việc lưu ký quỹ cũng kiểm soát tính hợp pháp của tất cả các phong trào của công ty quản lý. Cơ quan giám sát và điều tiết của các công ty quản lý MF và các công ty đầu tư danh mục đầu tư là Ủy ban thị trường vốn Hy Lạp. Nó thuộc thẩm quyền của Bộ Kinh tế Quốc dân và kiểm soát hoạt động của tất cả các M / F có sẵn ở Hy Lạp. Tất cả các nhà đầu tư phải rất cẩn thận và về rủi ro mà họ đảm nhận. Họ phải có trong đầu rằng tất cả các khoản đầu tư đều có một mức độ rủi ro nhất định. Rủi ro đầu tư miễn phí không tồn tại. Bạn có thể tìm hiểu thêm về các quỹ tương hỗ của Hy Lạp trong trang web của Hiệp hội các nhà đầu tư tổ chức Hy Lạp hoặc trang web của Ủy ban thị trường vốn Hy Lạp (Hellenic)

### Thụy Sĩ
- kết thúc mở 
  - Anlagefonds (quỹ đầu tư chưa hợp nhất hoặc quỹ chung)
  - SICAV (Société d'investissement à capital capital) (Công ty đầu tư có vốn thay đổi)
- kết thúc 
  - Kommanditgesellschaft für Kapitalanlagen (Quan hệ đối tác hạn chế)
  - Société d '

## Đâu tư tập thể Úc
- Công ty đầu tư niêm yết hoặc LIC. Đầu tư tập thể đóng cửa kết thúc hoặc dựa trên công ty hoặc ủy thác. Có sẵn từ năm 1928.
- Xe đầu tư được quản lý theo s 9 của Đạo luật Tổng công ty (Cth) 2001.
- Đơn vị tin tưởng các khoản đầu tư dựa trên niềm tin kết thúc mở thường được gọi là quỹ được quản lý, phương tiện đầu tư được quản lý. hoặc các quỹ được quản lý chưa niêm yết. Nếu phương tiện đầu tư được quản lý mở cho các nhà đầu tư bán lẻ, phương tiện đầu tư được quản lý phải được đăng ký với ASIC. Một chiếc xe chưa đăng ký có Người được ủy thác trong khi một chiếc xe đã đăng ký có Thực thể có trách nhiệm.

## Đâu tư tập thể ra nước ngoài
- Công ty đầu tư tách biệt một thực thể công ty để nắm giữ các khoản đầu tư khác nhau dưới một thực thể pháp lý duy nhất.